# Жармухамбет
Жармухамбе́т (каз. Жармұхамбет) — село у складі Карасайського району Алматинської області Казахстану. Входить до складу Єльтайського сільського округу.
Населення — 1493 особи (2021; 558 у 2009, 520 у 1999, 444 у 1989).